# لوکا میرلس
لوکا میرلس (انگلیسی: Luca Meirelles؛ زادهٔ ۱۵ مارس ۲۰۰۷) بازیکن فوتبال اهل برزیل است که در حال حاضر برای سانتوس در پست مهاجم بازی می‌کند.
وی همچنین در تیم ملی فوتبال زیر ۱۷ سال برزیل بازی کرده است.

## دوران باشگاهی
زادهٔ گویانیا، ایالت گویاس، لوکا میرلس در سال ۲۰۱۸ و در سن ده سالگی پس از بازی در یک مدرسه فوتبال در زادگاهش، به آکادمی جوانان سانتوس پیوست. او نخستین قرارداد حرفه‌ای خود را در ۲۰ ژوئیهٔ ۲۰۲۳ با این باشگاه امضا کرد و به توافقی سه‌ساله دست یافت.
در ۱۲ نوامبر ۲۰۲۴، لوکا میرلس قرارداد خود را با «پیشی» تا دسامبر ۲۰۲۹ تمدید کرد و دو روز بعد به تیم اصلی ارتقا یافت. او در ۱۷ نوامبر نخستین بازی حرفه‌ای خود را انجام داد و به عنوان بازیکن تعویضی به جای جولیانو در باخت خانگی ۲–۰ برابر سی‌آر بی وارد زمین شد، در حالی که باشگاه پیش‌تر قهرمانی خود را قطعی کرده بود.

## دوران ملی
در ژوئن ۲۰۲۴، لوکا میرلس به زیر ۱۷ سال برزیل دعوت شد. او در جام کاسکایش لوژو برای این تیم به میدان رفت و در هر سه دیدار این رقابت‌ها گلزنی کرد و به ویژه در پیروزی ۱۶–۱ برابر سائوتومه و پرنسیپ هت‌تریک کرد.
در ۲۲ ژوئیهٔ ۲۰۲۵، لوکا میرلس و هم‌تیمی‌اش در سانتوس گابریل بونتمپو برای انجام دو بازی دوستانه برابر زیر ۲۰ سال پاراگوئه به زیر ۲۰ سال برزیل دعوت شدند.